# Pocisk podkalibrowy

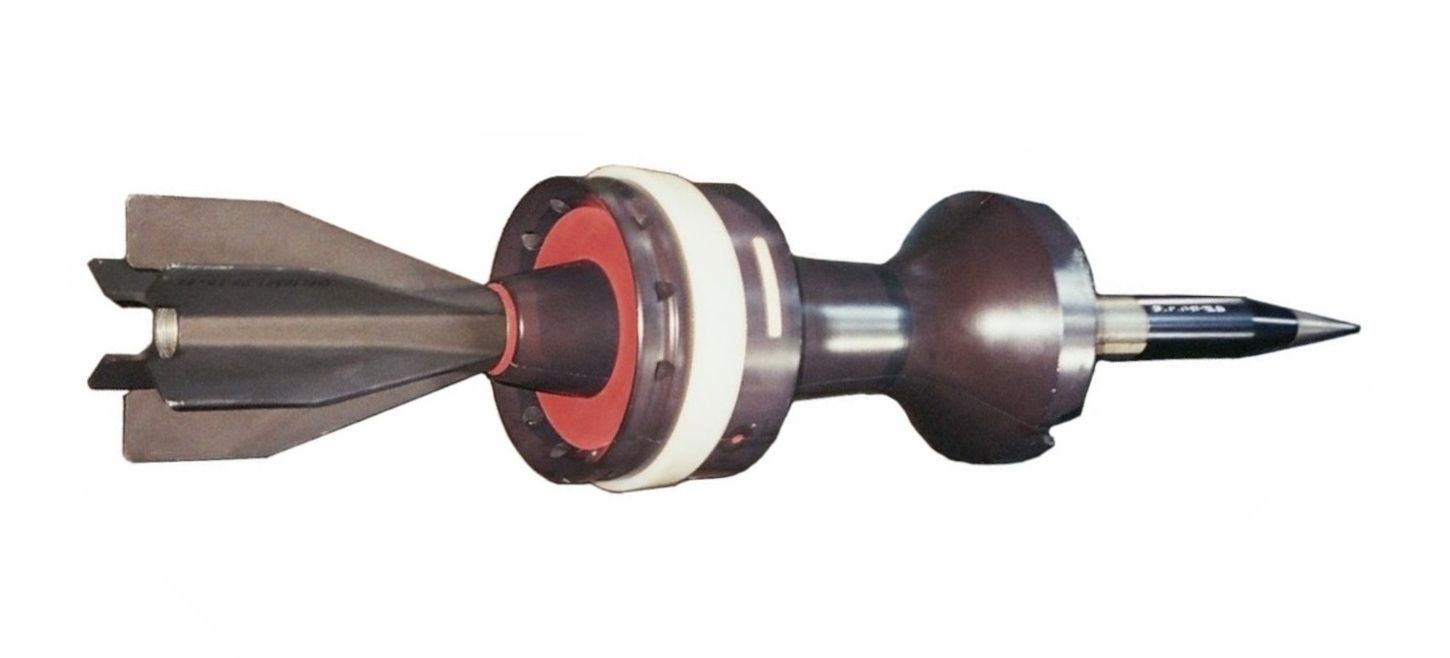
Pocisk podkalibrowy

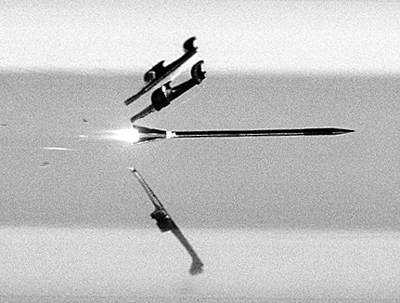
Kilkuczęściowy sabot odrzucany po wystrzeleniu pocisku

Pocisk podkalibrowy – pocisk  ma średnicę mniejszą niż kaliber broni, z której jest wystrzeliwany. W celu dopasowania pocisku do średnicy lufy, stosuje się w nim odrzucany po wystrzeleniu sabot.
Obecnie klasyczny nabój zespolony (np. kalibru 120 mm, 125 mm, czy 155 mm) z pociskiem podkalibrowym składa się z zapłonnika centralnego, ładunku miotającego,  części palnej łuski, części metalowej łuski i pocisku podkalibrowego. Nowoczesny pocisk podkalibrowy składa się z kolei z: kilkuczęściowego sabotu wykonanego ze stopów lekkich lub kompozytów wraz z pierścieniem uszczelniającym i prowadzącym oraz umieszczonego w nim penetratora złożonego z czepca balistycznego (czubek), rdzenia oraz stabilizatora z brzechwami - statecznikami, które stabilizują lot i smugaczem.
Pocisk tego typu posiada (wraz z sabotem) stosunkowo duży kaliber, dzięki czemu na jego powierzchnię oddziałuje duża ilość gazów prochowych, co w połączeniu z masą mniejszą niż pocisku pełnego pozwala uzyskać znaczną prędkość wylotową. Po opuszczeniu lufy sabot pocisku jest odrzucany, a lot kontynuuje tylko jego rdzeń, który posiada mały przekrój poprzeczny stawiając niski opór aerodynamiczny, co sprawia, że uderza w cel z bardzo dużą prędkością.

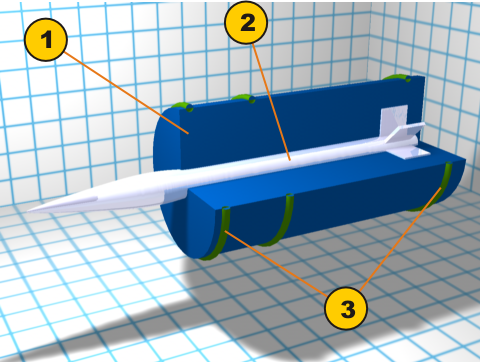
Budowa pocisku podkalibrowego stabilizowanego brzechwowo z odrzucanym sabotem (APFSDS):
1. sabot;
2. penetrator (rdzeń podkalibrowy);
3. pierścień wiodący.

Pociski podkalibrowe najczęściej używane są w armatach czołgowych do niszczenia pojazdów pancernych. Osiągają one prędkość do 1800 m/s (6480 km/h), a zgromadzona w związku z tym ich energia kinetyczna pozwala na przebicie pancerza rdzeniem pocisku. Wewnątrz kadłuba pocisk rozpryskuje się, rażąc załogę atakowanego pojazdu.
Czynnikami decydującymi o wysokiej skuteczności pocisku są:
- wysoka gęstość penetratora (prawie 2x większa niż ołów) – większa kumulacja masy (a więc i energii kinetycznej) w jednostce objętości[1];
- duża twardość materiału, z którego wykonany jest pocisk roboczy, najczęściej zubożony uran lub stopy wolframu[1];
- mały przekrój roboczy, umożliwiający "punktową" kumulację energii lecącego pocisku w czasie penetracji atakowanego pancerza;
- rozpryskiwanie się i samozapłon we wnętrzu zaatakowanego czołgu (zubożony uran);
- małe opory aerodynamiczne w czasie lotu.

Pociski podkalibrowe mają tendencję do odbijania się od pancerzy, jeśli atakowany pancerz znajduje się pod odpowiednio ostrym kątem w stosunku do lecącego pocisku. Ma to związek z nachyleniem płyt pancerza. Zasada ta dotyczy pancerzy stalowych. W wypadku osłon kompozytowych efektywniejsze są płyty pionowe.